# Pierwomansk
Pierwomansk (ros. Первоманск) – osiedle w Rosji, w Kraju Krasnojarskim, rejonie mańskim. W 2010 liczyło 1749 mieszkańców.